# Mycomya ata
Mycomya ata är en tvåvingeart som beskrevs av Garrett 1924. Mycomya ata ingår i släktet Mycomya och familjen svampmyggor.
Artens utbredningsområde är British Columbia. Inga underarter finns listade i Catalogue of Life.